# Dmitri Timofeïevitch Kozlov
Dmitri Timofeïevitch Kozlov (en russe : Дми́трий Тимофе́евич Козло́в) est un général soviétique, né le 23 octobre 1896 dans l'Empire russe et mort le 6 décembre 1967 à Minsk, en URSS. Il a participé à la Seconde Guerre mondiale avec le grade de lieutenant général.

## Biographie
Kozlov est né dans le village de Razgouliaïka, dans le gouvernement de Nijni Novgorod. En 1915, l'année de ses 19 ans,  il s'engage dans l'Armée impériale russe et participe à la Première Guerre mondiale. En 1918, il rejoint l'Armée rouge et prend part à la guerre civile russe.
En décembre 1922, il commande le 4e régiment d'infanterie du Turkestan. En 1930, il commande la 44e division d'infanterie. En 1940, il est lieutenant général et participe à la guerre d'Hiver.
Durant la Seconde Guerre mondiale, en décembre 1941, il rejoint le front de Crimée et participe à la Campagne de Crimée. Le 30 décembre 1941, il organise la reprise de Kertch grâce à une opération de débarquement naval, mais l'opération tourne au désastre : en 12 jours sur le front de Crimée, l'Armée rouge perd plus de 160 000 hommes, 196 chars, plus de 4 500 canons et mortiers et 417 avions. La tête de pont de Kertch est stoppée. 
En août et septembre 1942, il commande la 24e armée qui fait partie du front de Stalingrad.
De mai 1943 à mars 1945, il commande la 19e armée,.

## Décorations
- Ordre de Lénine
- Ordre de l'Étoile rouge